# Афоризм
Афори́зм (грец. αφορισμός, означення, вислів) — короткий, дуже влучний, оригінальний вислів, що виражає узагальнену думку у виразній, легкій для запам'ятовування формі, яка згодом неодноразово відтворюється іншими людьми. В афоризмі досягається найвища концентрація безпосереднього повідомлення й того контексту, у якому думка сприймається слухачами або читачами.
Афоризмами можуть бути: прислів'я, сентенції класичних авторів, крилаті вислови з літературних та філософських творів.
Приклад сучасного афоризму:
- Афоризм — це роман одним рядком.[1]

## Літературний афоризм
Літературний афоризм як самостійний жанр виник з народних прислів'їв та приказок, але різниться від них фіксованим авторством. Першим його зразком вважаються «Афоризми» Гіппократа. Відомий він і в добу Київської Русі («Моління Даниїла Заточника», XIII ст.). Особливого поширення афоризм набув у роки Ренесансу, досягнув смислової витонченості в епоху класицизму (Б. Паскаль, М. де Монтень, Ф. Ларошфуко).
Чимало влучних висловів українських письменників, де використані розмаїті стилістичні фігури, парадокси, метафори тощо, перетворилися на крилаті, вживаються як афоризми:
- Борітеся — поборете (Т. Шевченко).
- Захочеш — і будеш.

В людині, затям,
Лежить невідгадана сила (О. Ольжич).
Різновидом літературного афоризму є римований афоризм (афорима):
- Любов к отчизні де героїть,

Там сила вража не устоїть (І. Котляревський).

## Приклади
- Ітаґакі Тайсуке (Японія): «Можеш вбити мене, але свобода — безсмертна!»
- Рене Декарт (Франція): «Я мислю — отже існую!», або «Cogito, ergo sum».
- Тарас Шевченко (Україна): «І чужому научайтесь, й свого не цурайтесь!»
- Мартін Лютер Кінг (США): «Кожен може бути великим, бо будь-хто може служити.»
- Франклін Д. Рузвельт (США): «Час не чекає ні на кого, і ми теж не можемо чекати.»